# Округ Грегори (Јужна Дакота)
Округ Грегори (енгл. Gregory County) је округ у америчкој савезној држави Јужна Дакота.

## Демографија
По попису из 2010. године број становника је 4.271, што је 521 (-10,9%) становника мање него 2000. године.
| Група             | 2000.         | 2010.         |
| Белци             | 4.432 (92,5%) | 3.818 (89,4%) |
| Афроамериканци    | 2 (0,0%)      | 7 (0,2%)      |
| Азијати           | 11 (0,2%)     | 11 (0,3%)     |
| Хиспаноамериканци | 41 (0,9%)     | 38 (0,9%)     |
| Укупно            | 4.792         | 4.271         |